# Sunfeast Open 2007
Il Sunfeast Open 2007 è stato un torneo di tennis giocato sul cemento indoor. È stata la 3ª edizione del torneo, che fa parte della categoria Tier III nell'ambito del WTA Tour 2007. Si è giocato a Calcutta in India, dal 17 al 23 settembre 2007.

## Campionesse

### Singolare
Marija Kirilenko ha battuto in finale  Marija Korytceva con il punteggio di 6–0, 6–2

### Doppio
Vania King /  Alla Kudrjavceva hanno battuto in finale  Alberta Brianti /  Marija Korytceva con il punteggio di 6–1, 6–4